# 1974–1975-ös bajnokcsapatok Európa-kupája
A bajnokcsapatok Európa-kupája 20. szezonja. A kupát ismét a német Bayern München csapata nyerte a döntőben az angol Leeds United ellen.

## Eredmények

### 1. forduló
| 1. csapat             | Össz. | 2. csapat      | 1. mérk. | 2. mérk. |
| --------------------- | ----- | -------------- | -------- | -------- |
| Hvidovre IF           | 1–2   | Ruch Chorzów   | 0–0      | 1–2      |
| Jeunesse Esch         | 2–5   | Fenerbahçe     | 2–3      | 0–2      |
| Hajduk Split          | 9–1   | Keflavík       | 7–1      | 2–0      |
| Saint-Étienne         | 3–1   | Sporting CP    | 2–0      | 1–1      |
| Viking FK             | 2–6   | Ararat Jerevan | 0–2      | 2–4      |
| Levszki Szofija       | 1–7   | Újpesti Dózsa  | 0–3      | 1–4      |
| Leeds United          | 5–3   | FC Zürich      | 4–1      | 1–2      |
| Slovan Bratislava     | 5–51  | Anderelcht     | 4–2      | 1–3      |
| Celtic FC             | 1–3   | Olimbiakósz    | 1–1      | 0–2      |
| Feyenoord             | 11–1  | Coleraine      | 7–0      | 4–1      |
| VÖEST Linz            | 0–5   | FC Barcelona   | 0–0      | 0–5      |
| Valletta              | 2–4   | HJK            | 1–0      | 1–4      |
| Universitatea Craiova | 3–4   | Åtvidaberg     | 2–1      | 1–3      |

1 Az Anderelcht csapata jutott tovább, idegenben lőtt több góllal.
- Az Omonia csapata a ciprusi politikai helyzet miatt nem állt ki a mérkőzésre, így az ír Cork Celtic csapata került a következő körbe.
- A Bayern München és a Magdeburg csapata mérkőzés nélkül jutott a következő körbe.

### 2. forduló (Nyolcaddöntő)
| 1. csapat      | Össz. | 2. csapat      | 1. mérk. | 2. mérk. |
| -------------- | ----- | -------------- | -------- | -------- |
| Ruch Chorzów   | 4–1   | Fenerbahçe     | 2–1      | 2–0      |
| Hajduk Split   | 5–6   | Saint-Étienne  | 4–1      | 1–5      |
| Bayern München | 5–3   | Magdeburg      | 3–2      | 2–1      |
| Cork Celtic    | 1–7   | Ararat Jerevan | 1–2      | 0–5      |
| Újpesti Dózsa  | 1–5   | Leeds United   | 1–2      | 0–3      |
| Anderlecht     | 5–4   | Olimbiakósz    | 5–1      | 0–3      |
| Feyenoord      | 0–3   | FC Barcelona   | 0–0      | 0–3      |
| HJK            | 0–4   | Åtvidaberg     | 0–3      | 0–1      |

### Negyeddöntő
| 1. csapat      | Össz. | 2. csapat      | 1. mérk. | 2. mérk. |
| -------------- | ----- | -------------- | -------- | -------- |
| Ruch Chorzów   | 3–4   | Saint-Étienne  | 3–2      | 0–2      |
| Bayern München | 2–1   | Ararat Jerevan | 2–0      | 0–1      |
| Leeds United   | 4–0   | Anderlecht     | 3–0      | 1–0      |
| FC Barcelona   | 5–0   | Åtvidaberg     | 2–0      | 3–0      |

### Elődöntő
| 1. csapat     | Össz. | 2. csapat      | 1. mérk. | 2. mérk. |
| ------------- | ----- | -------------- | -------- | -------- |
| Saint-Étienne | 0–2   | Bayern München | 0–0      | 0–2      |
| Leeds United  | 3–2   | FC Barcelona   | 2–1      | 1–1      |

### Döntő
| 1975. május 28. | Bayern München      | 2–0   | Leeds United | Parc des Princes (Párizs) Nézőszám: 50,000 v.: Kitabdjian (Franciaország) |
| 1975. május 28. | Roth 71' Müller 81' | (0–0) |              | Parc des Princes (Párizs) Nézőszám: 50,000 v.: Kitabdjian (Franciaország) |

| Az 1974–75-ös bajnokcsapatok Európa-kupájának győztese |
| Bayern München 2. cím                                  |
| ← 1973–74 Bayern München                               |
| Bayern München 1975–76 →                               |